# Стресс
 Разделить на Стресс и Психоэмоциональный стресс
Стресс (от англ. stress «нагрузка, напряжение; состояние повышенного напряжения») — совокупность неспецифических адаптационных (нормальных) реакций организма на воздействие различных неблагоприятных факторов-стрессоров (физических или психологических), нарушающее его гомеостаз, а также соответствующее состояние нервной системы организма (или организма в целом). Стресс направлен на развитие в ответ на стрессорное воздействие защитно-приспособительных реакций организма с задействованием симпатоадреналовой системы (с активацией нейрогуморальной регуляции путём возбуждения симпатической вегетативной нервной системы и гиперсекреции гормонов: КРГ (гипоталамус) → АКТГ (гипофиз) → кортикостероиды (кора надпочечников)) и связан с развитием общего и местного адаптационного синдрома.
Следует отличать собственно стресс как общую биологическую физиологическую реакцию живого организма, присущую не только человеку, от психологического (эмоционального) стресса, связанного с высшей нервной деятельностью человека.
В медицине, физиологии, психологии выделяют положительную (эустресс от др.-греч. εὖ- «хорошо») и отрицательную (дистресс от др.-греч. δυσ «потеря») формы стресса. По характеру воздействия выделяют нервно-психический, тепловой или холодовой (температурный), световой, голодовой, лишение сна и другие стрессы (облучения и т. д.).
Каким бы ни был стресс, «хорошим» или «плохим», эмоциональным или физическим (или тем и другим одновременно), воздействие его на организм имеет общие неспецифические черты.
В результате единичной или повторяющихся стрессовых, психотравмирующих ситуаций, таких как участие в военных действиях, тяжёлая физическая травма, сексуальное насилие либо угроза смерти, может возникнуть посттравматическое стрессовое расстройство, представляющее собой тяжёлое психическое состояние.

## История термина
Впервые термин «стресс» в физиологию и психологию ввёл Уолтер Кэннон (англ. Walter Cannon) в своих классических работах по универсальной реакции «бороться или бежать» (англ. fight-or-flight response).
Знаменитый исследователь стресса канадский физиолог Ганс Селье в 1936 году опубликовал свою первую работу по общему адаптационному синдрому, но длительное время избегал употребления термина «стресс», поскольку тот использовался во многом для обозначения «нервно-психического» напряжения (синдром «бороться или бежать»). Только в 1946 году Селье начал систематически использовать термин «стресс» для общего адаптационного напряжения.

## Физиология стресса

### Общий адаптационный синдром (ОАС)
Впервые физиологический стресс описан Гансом Селье как общий адаптационный синдром. Термин «стресс» он начал использовать позднее.

«Стресс есть неспецифический ответ организма на любое предъявление ему требования […] Другими словами, кроме специфического эффекта, все воздействующие на нас агенты вызывают также и неспецифическую потребность осуществить приспособительные функции и тем самым восстановить нормальное состояние. Эти функции независимы от специфического воздействия. Неспецифические требования, предъявляемые воздействием как таковым, — это и есть сущность стресса»
— Ганс Селье, «Стресс жизни»
Ещё в 1920-е годы, во время обучения в Пражском университете, Селье обратил внимание на то, что начало проявления любой инфекции одинаково (температура, слабость, потеря аппетита). В этом в общем-то известном факте он разглядел особое свойство — универсальность, неспецифичность ответа на всякое повреждение. Экспериментами на крысах было показано, что они дают одинаковую реакцию как на отравление, так и на жару или холод. Другими исследователями была обнаружена сходная реакция у людей, получивших обширные ожоги.
При стрессе, наряду с элементами адаптации к сильным раздражителям, имеются элементы напряжения и даже повреждения. Именно универсальность сопровождающей стресс «триады изменений» — уменьшение тимуса, увеличение коры надпочечников и появление кровоизлияний и даже язв в слизистой желудочно-кишечного тракта — позволила Г. Селье высказать гипотезу об общем адаптационном синдроме (ОАС), получившим впоследствии название «стресс». Работа была опубликована в 1936 году в журнале «Nature». Многолетние исследования Г. Селье и его сотрудников и последователей во всем мире подтверждают, что стресс является неспецифической основой многих заболеваний.
Селье выделил 3 стадии общего адаптационного синдрома:
1. реакция тревоги (мобилизация адаптационных возможностей — возможности эти ограничены)
2. стадия сопротивляемости
3. стадия истощения

Для каждой стадии описаны характерные изменения в нервно-эндокринном функционировании.
Изначально Селье рассматривал стресс исключительно как разрушительное, негативное явление, но позже Селье пишет:

Стресс есть неспецифический ответ организма на любое предъявление ему требования. […] С точки зрения стрессовой реакции не имеет значения, приятна или неприятна ситуация, с которой мы столкнулись. Имеет значение лишь интенсивность потребности в перестройке или в адаптации.
— Ганс Селье, «Стресс жизни»
Позже Селье ввёл дополнительно понятие «положительный стресс» (эустресс), а «отрицательный стресс» обозначил как дистресс.

### Адаптационная энергия
Развивая концепцию стресса, Г. Селье в 1938 году предложил концепцию краткосрочной и среднесрочной адаптации (адаптации взрослых особей на временах, заметно меньших времени жизни), основанную на понятии адаптационной энергии.
Концепция адаптационной энергии позволяет описывать индивидуальные адаптационные различия как различия в распределении адаптационной энергии по структурно-функциональной схеме системы адаптации (а также в количестве этой энергии). Сама эта схема может быть сложна, но едина внутри данного вида (для определённости, Селье рассматривает взрослых особей одного пола). В ряде конкретных физиологических экспериментов Селье показал, что перераспределение этого ресурса повышает сопротивляемость одним факторам и в то же время снижает сопротивляемость другим.
Концепция адаптационной энергии приобрела «аксиоматическую» форму (кавычки означают, что эти аксиомы не дают истинной аксиоматики в математическом смысле):
1. Адаптационная энергия имеется в ограниченном количестве, заданном от рождения.
2. Существует верхнее ограничение на количество адаптационной энергии, которое может быть использовано индивидом в любой момент (дискретного) времени. Это количество может быть сконцентрировано на одном направлении или распределено между различными направлениями ответа на множественные вызовы окружающей среды.
3. Существует порог воздействия внешнего фактора, который должен быть перейдён, чтобы вызвать адаптационный ответ.
4. Адаптационная энергия может быть активна при двух различных уровнях компетентности: первичный уровень, при котором порождение ответа происходит в ответ на высокий уровень фактора, с высокими затратами адаптационной энергии и вторичный уровень, на котором ответ порождается на низком уровне воздействия, при малых расходах адаптационной энергии.

В 1952 году Голдстоун предложил критику и развитие теории Селье. Он дополняет лабораторные эксперименты Селье описанием типичных клинических случаев, подтверждающих эту картину. Голдстоун утверждает, что такое описание адаптации с помощью адаптационной энергии чрезвычайно полезно. При этом он опровергает первую аксиому, согласно которой адаптационная энергия имеется в ограниченном количестве, заданном от рождения.
Голдстоун предлагает концепцию постоянной продукции адаптационной энергии, которая может также накапливаться и храниться в ограниченном количестве, и демонстрирует что эта концепция даже лучше описывает эксперименты Селье, чем исходная идея постоянного адаптационного капитала. Он также использует работы Каррела, который изучал адаптацию к стимулам, лежащим ниже порога тревоги, и показал, что такие упражнения неспецифически усиливают («пробуждают») общую адаптационную реакцию, что противоречит чисто затратной концепции Селье, недостатки которой он впоследствии пытался преодолеть в своей концепции эустресса.
Голдстоун утверждает, что постоянно поступающие слабые негативные стимулы постоянно встречаются и преодолеваются непрерывно действующей адаптацией. Инициализирующий эффект стимулов состоит в пробуждении системы адаптации и в приведении её в состояние готовности к более быстрому и эффективному ответу. Более сильные стимулы могут потребовать большего расхода адаптационной энергии, чем её производится; тогда адаптационный резерв пускается в дело, а если он израсходуется, то наступает смерть. Существует максимально возможная скорость потребления адаптационной энергии, и на этом максимуме организм не может справиться ни с каким дополнительным стимулом. Описано, как один стимул может влиять на индивидуальную возможность адаптационного ответа на другие стимулы; исход зависит от конкретной ситуации:
1. Пациент, который не может справиться с болезнью, способен её преодолеть после умеренного дополнительного стимула.
2. В процессе адаптации к этому новому стимулу он может приобрести способность реагировать более интенсивно на все стимулы.
3. В результате воздействия сильного стимула пациент может быть не в состоянии адаптироваться к дополнительному сильному стимулу.
4. Если он успешно адаптируется к болезни, то эта адаптация может быть разрушена воздействием второго сильного стимула.
5. Для некоторых заболеваний (в частности, заболеваний адаптации) воздействие свежего сильного стимула может победить заболевание. Это воздействие всегда связано с риском, но оно также может нормализовать работу системы адаптации.

Аксиома Голдстоуна. Адаптационная энергия может производиться, хотя её производство снижается в старости, она также может сохраняться в форме адаптационного капитала, хотя ёмкость для этого капитала ограничена. Если индивид тратит свою адаптационную энергию быстрее, чем производит, то он расходует свой адаптационный капитал и умирает при его полном истощении.
Современные модели адаптации и адаптационной энергии базируются на идее лимитирующих факторов (впервые предложенной в 1828 году К. Шпенглером и получившей известность в приложении к агроценозам после работ фон Либиха, 1840) и эволюционных принципах оптимальности, ведущих начало от работ Дж. Б. С. Холдейна. Адаптация представлена как эволюционно оптимальная система распределения адаптационной энергии на нейтрализацию наиболее вредных факторов.

### Дальнейшее развитие теории стресса
Показано, что стресс (как классическая неспецифическая реакция в описании Г. Селье) — всего лишь одна из реакций, составляющих общую систему неспецифических адаптационных реакций организма, поскольку организм, как более чувствительная система, чем составляющие его подсистемы, реагирует на разные по силе и качеству раздражители, вызывающие колебания гомеостаза в пределах, в первую очередь, нормальных показателей, а стресс — это реакция на сильные раздражители.
Описан эффект группового стресса, проявляющийся в группах и популяциях, находящихся в тяжёлых условиях существования: в типичной ситуации при увеличении адаптационной нагрузки уровень корреляций повышается, а в результате успешной адаптации — снижается. Наибольшую информацию о степени адаптированности популяции к экстремальным или просто изменившимся условиям несут корреляции между физиологическими параметрами. На основе эффекта создан метод корреляционной адаптометрии. Метод систематически используется в задачах мониторинга.
Применение метода множественной регрессии доказало возможность прогнозирования уровня стресса задолго до его наступления с целью выявления отдельных лиц (или групп лиц), особо подверженных стрессу. Данный метод позволяет не только заранее выявлять уровень стрессоустойчивости человека, но и с высокой точностью прогнозировать показатели уровня психического и соматического напряжения людей при стрессе.

### Риск диабета
Длительный («хронический») стресс является фактором риска развития диабета второго типа.
Под воздействием стресса, вне зависимости от природы последнего (физический или психологический) происходит резкое выделение в кровь адреналина, что в свою очередь, ведёт к расщеплению гликогена в печени и преобразованию последнего в глюкозу, поступающую в кровоток. Как следствие, резко повышается уровень сахара в крови, что представляет опасность для больных сахарным диабетом.

## Виды стресса

### Эустресс
Понятие «эустресс» имеет два значения — «стресс, вызванный положительными эмоциями» и «несильный стресс, мобилизующий организм».

### Дистресс
Негативный тип стресса, с которым организм не в силах справиться. Он подрывает здоровье человека и может привести к тяжёлым заболеваниям. От стресса страдает иммунная система. В стрессовом состоянии люди чаще оказываются жертвами инфекции, поскольку продукция иммунных клеток заметно падает в период физического или психического стресса.

### Эмоциональный стресс
Эмоциональным стрессом называют эмоциональные процессы, сопровождающие стресс и ведущие к неблагоприятным изменениям в организме. Во время стресса, эмоциональная реакция развивается раньше других, активизируя вегетативную нервную систему и её эндокринное обеспечение. При длительном или многократно повторяющемся стрессе эмоциональное возбуждение может застаиваться, а функционирование организма — разлаживаться.

### Психологический стресс
Психологический стресс, как вид стресса, понимается разными авторами по-разному, но многие авторы определяют его как стресс, обусловленный социальными факторами.

## Преднамеренное использование стресса
Детектор лжи — устройство для проверки правдивости слов человека, записывающее физиологические показатели человека, которые не поддаются сознательному контролю. Исследования проводятся по специальным протоколам, следуя которым у некоторых людей возможно обнаружить различия между реакциями на ключевые и несущественные стимулы.
Стрессовое интервью в кадровой работе — способ собеседования, при котором интервьюер намеренно создаёт обстановку нервозности и пытается вывести из равновесия поступающего на работу различными способами, вызывающие напряжения, в том числе неожиданными провокационными вопросами.

## Распространённые заблуждения
Среди неспециалистов появилась тенденция отождествлять стресс (и особенно психологический стресс) просто с нервным напряжением (отчасти в этом повинен сам термин, означающий «напряжение» в переводе с английского). Стресс — это не просто душевное волнение или нервное напряжение. В первую очередь, стресс — это универсальная физиологическая реакция на достаточно сильные воздействия, имеющая описанные симптомы и фазы (от активации физиологического аппарата до истощения). Детальное обсуждение распространённых заблуждений в определении стресса и трудностей такого определения дано Селье в его книге «Стресс жизни».